# Tallahassee Tennis Challenger 2012
Il Tallahassee Tennis Challenger 2012 è stato un torneo professionistico di tennis maschile giocato sul cemento. È stata la 13ª edizione del torneo che fa parte dell'ATP Challenger Tour nell'ambito dell'ATP Challenger Tour 2012. Si è giocato a Tallahassee negli USA dal 2 all'8 aprile 2012.

## Partecipanti

### Teste di serie
| Nazionalità   | Giocatore              | Ranking* | Testa di serie |
| ------------- | ---------------------- | -------- | -------------- |
| Taipei cinese | Lu Yen-hsun            | 59       | 1              |
| Stati Uniti   | Ryan Sweeting          | 86       | 2              |
| Russia        | Igor' Kunicyn          | 90       | 3              |
| Giappone      | Tatsuma Itō            | 94       | 4              |
| Canada        | Vasek Pospisil         | 111      | 5              |
| Stati Uniti   | Wayne Odesnik          | 113      | 6              |
| Brasile       | Rogério Dutra da Silva | 117      | 7              |
| Stati Uniti   | Bobby Reynolds         | 118      | 8              |

- Ranking al 19 marzo 2012.

### Altri partecipanti
Giocatori che hanno ricevuto una wild card:
- Brian Baker
- Vahid Mirzadeh
- Tennys Sandgren
- Ryan Sweeting

Giocatori che sono entrati nel tabellone principale come alternate:
- Frank Dancevic

Giocatori passati dalle qualificazioni:
- Martin Emmrich
- John Peers
- Artem Sitak
- Blake Strode
- Cătălin Gârd (lucky loser)
- Daniel Kosakowski (lucky loser)

## Campioni

### Singolare
Tim Smyczek ha battuto in finale  Frank Dancevic con il punteggio di 7–5, ritiro

### Doppio
Martin Emmrich /  Andreas Siljeström hanno battuto in finale  Artem Sitak /  Blake Strode con il punteggio di 6–2, 7–6(4)